# Janet Steinbeck
Janet „Jenny“ May Steinbeck oder Janette May Steinbeck, nach Heirat Janet Murray (* 27. Februar 1951 in Brisbane), ist eine ehemalige australische Schwimmerin. Sie erschwamm bei Olympischen Spielen und bei Commonwealth Games jeweils eine Silbermedaille.

## Sportliche Karriere
Die 1,71 Meter Große Janet Steinbeck belegte bei den British Empire and Commonwealth Games 1966 in Kingston den achten Platz über 220 Yards Rücken. In der 4-mal-110-Yards-Freistilstaffel gewannen Janet Steinbeck, Janice Murphy, Lynette Bell und Marion Smith die Silbermedaille hinter den Kanadierinnen.
Zwei Jahre später bei den Olympischen Spielen 1968 in Mexiko-Stadt qualifizierte sich die australische 4-mal-100-Meter-Lagenstaffel mit Lynne Watson, Judy Playfair, Lynette McClements und Lynette Bell mit der schnellsten Vorlaufzeit für das Finale. Im Endlauf traten die Vereinigten Staaten mit vier Schwimmerinnen an, die im Vorlauf nicht dabei gewesen waren. Die US-Staffel siegte mit 1,7 Sekunden Vorsprung vor den Australierinnen mit Watson, Playfair, McClements und Janet Steinbeck. Gemäß den bis 1980 gültigen Regeln erhielten Schwimmerinnen, die nur im Staffelvorlauf eingesetzt wurden, keine Medaille. Über 100 Meter Freistil erreichten 24 von 57 angetretenen Schwimmerinnen den Zwischenlauf. Die acht schnellsten Schwimmerinnen aus dem Zwischenlauf rückten in den Endlauf. Mit Lynette Bell als Neunter, Janet Steinbeck als 11. und Lynne Watson als 17 schieden alle drei australischen Schwimmerinnen im Zwischenlauf aus. Über 200 Meter Freistil erreichte Bell als einzige Australierin den Endlauf, Steinbeck schied als 13. der Vorläufe aus. Letzter Wettbewerb war die 4-mal-100-Meter-Freistilstaffel. Lynette Bell, Julie McDonald, Lynne Watson und Janet Steinbeck erreichten das Finale mit der drittbesten Zeit. Im Endlauf schwammen Janet Steinbeck, Susan Eddy, Lynne Watson und Lynette Bell 3,3 Sekunden schneller als die Vorlaufstaffel, mit anderthalb Sekunden Abstand auf die drittplatzierten Kanadierinnen wurden die Australierinnen Vierte.